# Digital Retro Park Museum für digitale Kultur
Der Digital Retro Park, Museum für digitale Kultur ist ein 2018 in Offenbach am Main eröffnetes Computermuseum. Es wird durch den gemeinnützigen Verein Digital Retro Park e. V. (kurz DRP) ehrenamtlich betrieben.

## Ausstellungen und Veranstaltungen

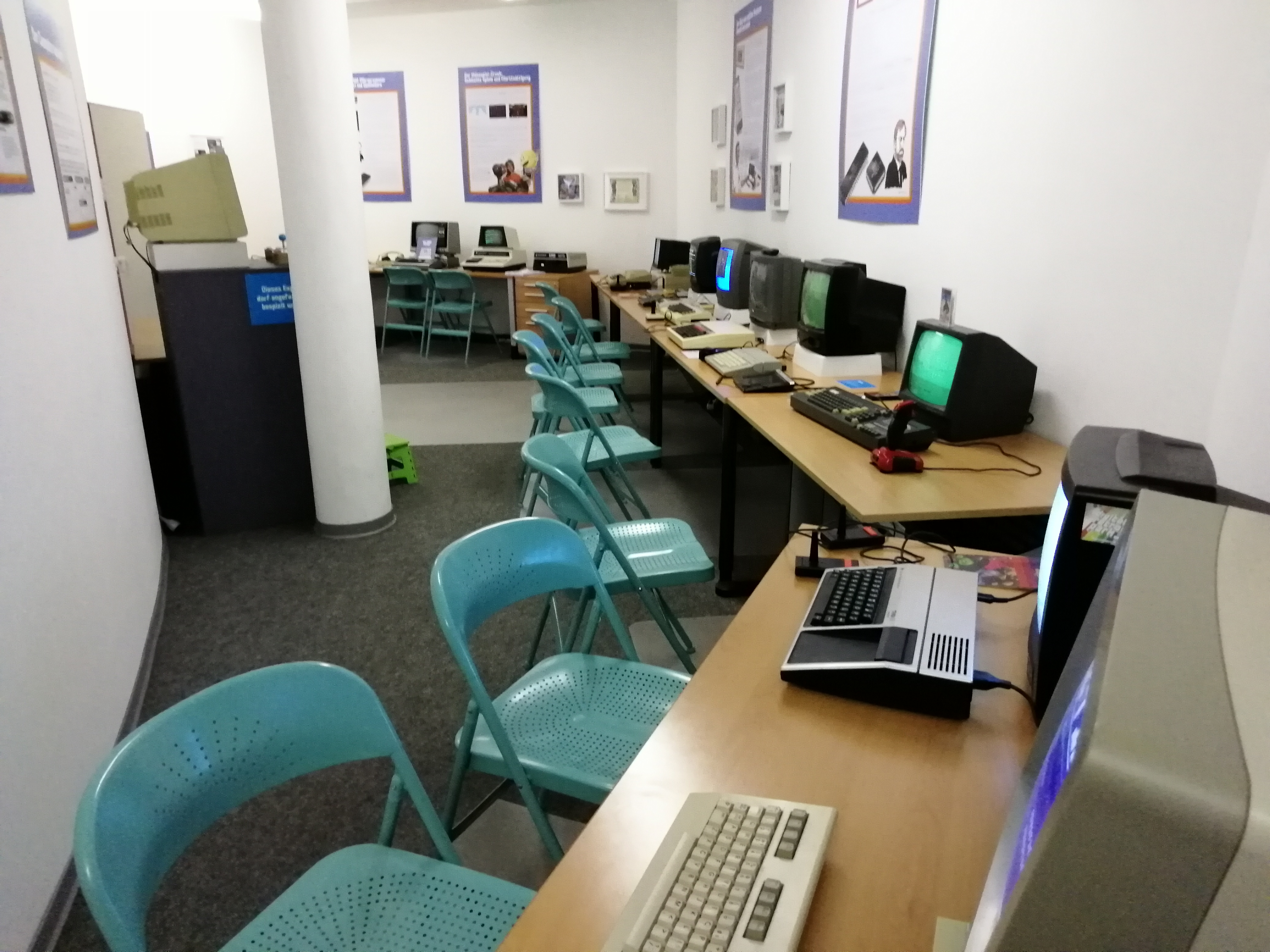
8-Bit-Raum

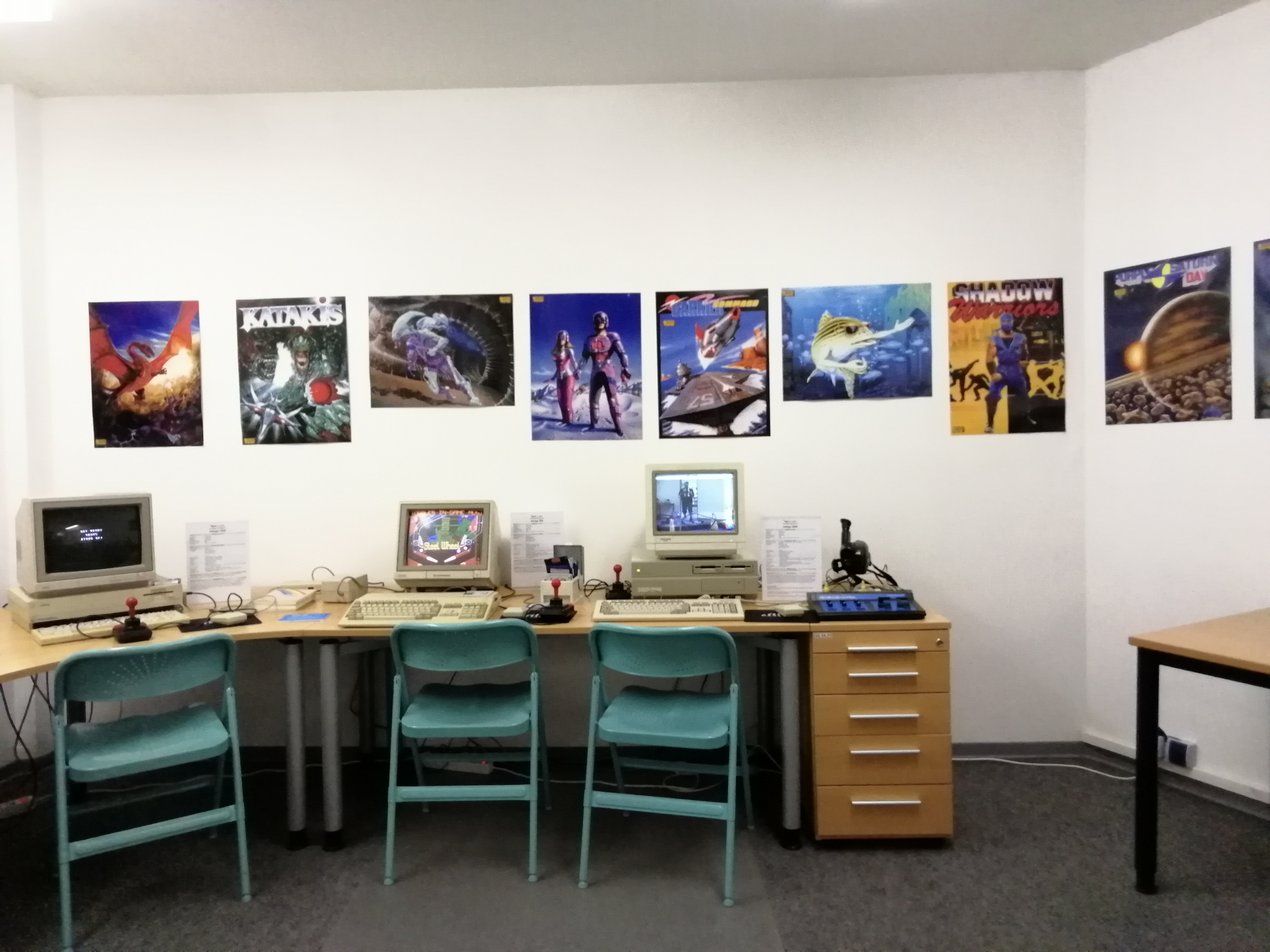
16-Bit-Raum

Das Museum präsentiert seinen Besuchern auf rund 200 m² etwa 40 Exponate, Geräte aus den verschiedenen Zeitaltern der Computergeschichte, die durch die Besucher ausprobiert und benutzt werden dürfen. Die Geräte sind in drei Dauerausstellungen und einer Sonderausstellung mit wechselnden Themen wiederzufinden. Außerdem werden Führungen angeboten.
Im Museum finden zudem Vorträge und Workshops im Bereich des Commons Cafes statt. Einmal monatlich besteht die Möglichkeit des Spiels auf dem Retro-Rodeo und auf verschiedenen Konsolen und Computern.

## Geschichte
Auf einem Retrocomputingtreffen im Rhein-Main-Gebiet im Jahr 2010, der HomeCon, entstand der Wunsch nach der Einrichtung eines Museums, um das Wissen über die Geräte, ihre Technik, ihre Geschichte und ihren Einfluss auf unser heutiges Leben weiterzugeben. Damit entstand das Projekt „Digital Retro Park“. Dieses war eine Kollaboration von zwei Vereinen, dem „For Amusement Only e. V.“ in Seligenstadt, dem „Ersten Hanauer Netzwerkclub e. V.“ in Hanau und dem Technikmuseum „TECMUMAS“.
Seit 2011 wurden Einzelausstellungen verschiedener Art organisiert wie unter anderem das Erlebniszelt auf dem Rochusmarkt in Seligenstadt, als Dekoration in einem Buchladen oder im Cinemaxx in Offenbach zum Filmstart von Ralph reichts. Die erste große Ausstellung fand 2013 für über drei Monate im Industriemuseum in Großauheim unter dem Titel „Digitale RETROkultur – Wie Computer die Haushalte eroberten“ statt.
Zu Beginn des Jahres 2014 wurde der Digital Retro Park offiziell als gemeinnütziger Verein in Offenbach gegründet und betrieb von 2014 bis 2019 in der Künstlerkolonie der „Zollamt Studios“ gemeinsam mit Angehörigen der Offenbacher MakerSzene eine Werkstatt. Unterstützung bei der Sammlung von Startkapital für das Museum erhielt der Verein durch eine Aktion der Crowdfunding-Initiative „kulturMut“ auf einer Internetplattform.
2015 eröffnete der DRP in den Zollamt-Studios die sechswöchige Ausstellung „ATARI – Die guten Jahre“, hier waren für die Besucher nahezu alle Exponate frei zugänglich. Dazu wurden an vier Abenden Kulturveranstaltungen zur thematischen Begleitung der Ausstellung angeboten.
Während der nächsten drei Jahre wurde nach passenden Räumlichkeiten für das Museum gesucht. In dieser Zeit wurden weitere Einzelausstellungen durchgeführt, u. a. im Flipper- und Arcademuseum in Seligenstadt zu den Themen „30 Jahre Macintosh“, „Star Wars – Die Macht der Pixel“ und „35 Jahre C64 / Kaffeeklatsch mit Chris Huelsbeck“, für ein paar Monate als Sonderausstellung auf der Experimenta in Frankfurt am Main. Der DRP war fünfmal bei der Entwicklermesse „Macaun“ in Frankfurt sowie mehrfach auf den „Bended Realites“-Festivals in Offenbach, der „Make Rhein-Main“ und der Frankfurter „ComicCon“ vertreten.
In 2018 wurden endlich geeignete und bezahlbare Räumlichkeiten in der Walter-Passage in der Frankfurter Straße (Offenbach am Main) gefunden und in Eigenleistung renoviert. Am 13. Oktober 2018 erfolgte die Eröffnung des Museums.